# سد بوی
سد بوی (به لاتین: Bui Dam) یک سد وزنی و نیروگاه برقابی در غنا است که در On the border of the Savannah Region and the Bono region واقع شده‌است.